# Gongylosoma
Gongylosoma – rodzaj węży z podrodziny Colubrinae w obrębie rodziny połozowatych (Colubridae).

## Rozmieszczenie geograficzne
Rodzaj obejmuje gatunki występujące w Azji (Indie, Mjanma, Kambodża, Tajlandia, Malezja, Singapur, Brunei i Indonezja).

## Systematyka
Rodzaj zdefiniował w 1843 roku austriacki zoolog Leopold Fitzinger w publikacji własnego autorstwa zatytułowanej Systematyka gadów. Część pierwsza, Amblyglossae. Gatunkiem typowym jest (oryginalne oznaczenie) G. baliodeira.

### Etymologia
Gongylosoma: gr. γογγυλος gongulos ‘zaokrąglony’; σωμα sōma, σωματος sōmatos ‘ciało’.

### Podział systematyczny
Do rodzaju należą następujące gatunki:
- Gongylosoma baliodeira (Boie, 1827)
- Gongylosoma calamaria (Günther, 1858)
- Gongylosoma frenata (Günther, 1858)
- Gongylosoma longicaudus (Peters, 1871)
- Gongylosoma mukutense Grismer, Das & Leong, 2003
- Gongylosoma nicobariensis (Stoliczka, 1870)
- Gongylosoma pallidonuchalis (Poyarkov, Nguyen & Vogel, 2019)
- Gongylosoma scriptum (Theobald, 1868)